# Ionopsis utricularioides
Ionopsis utricularioides es una especie de orquídea epífita originaria de los Neotrópicos.

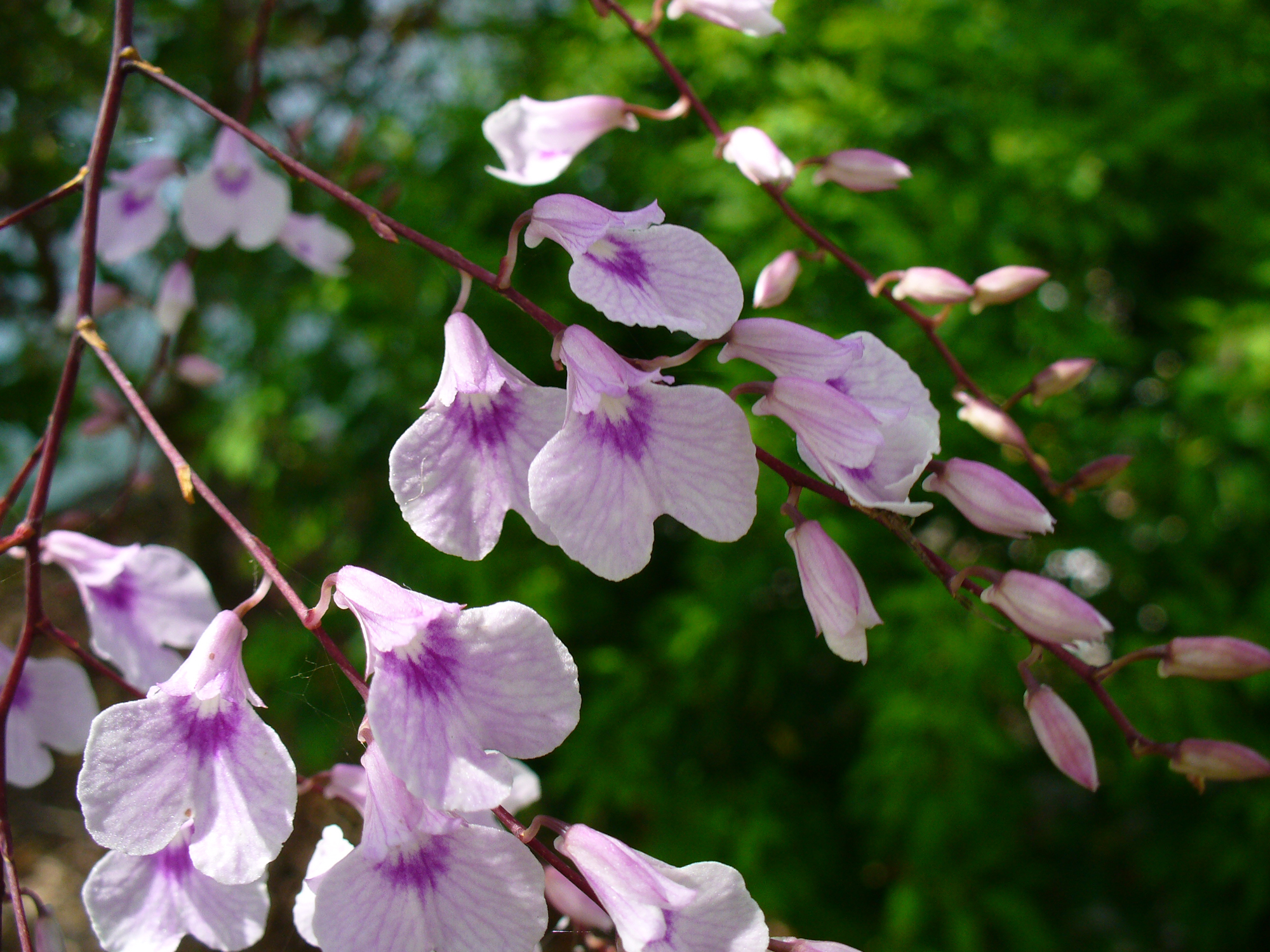
Flores

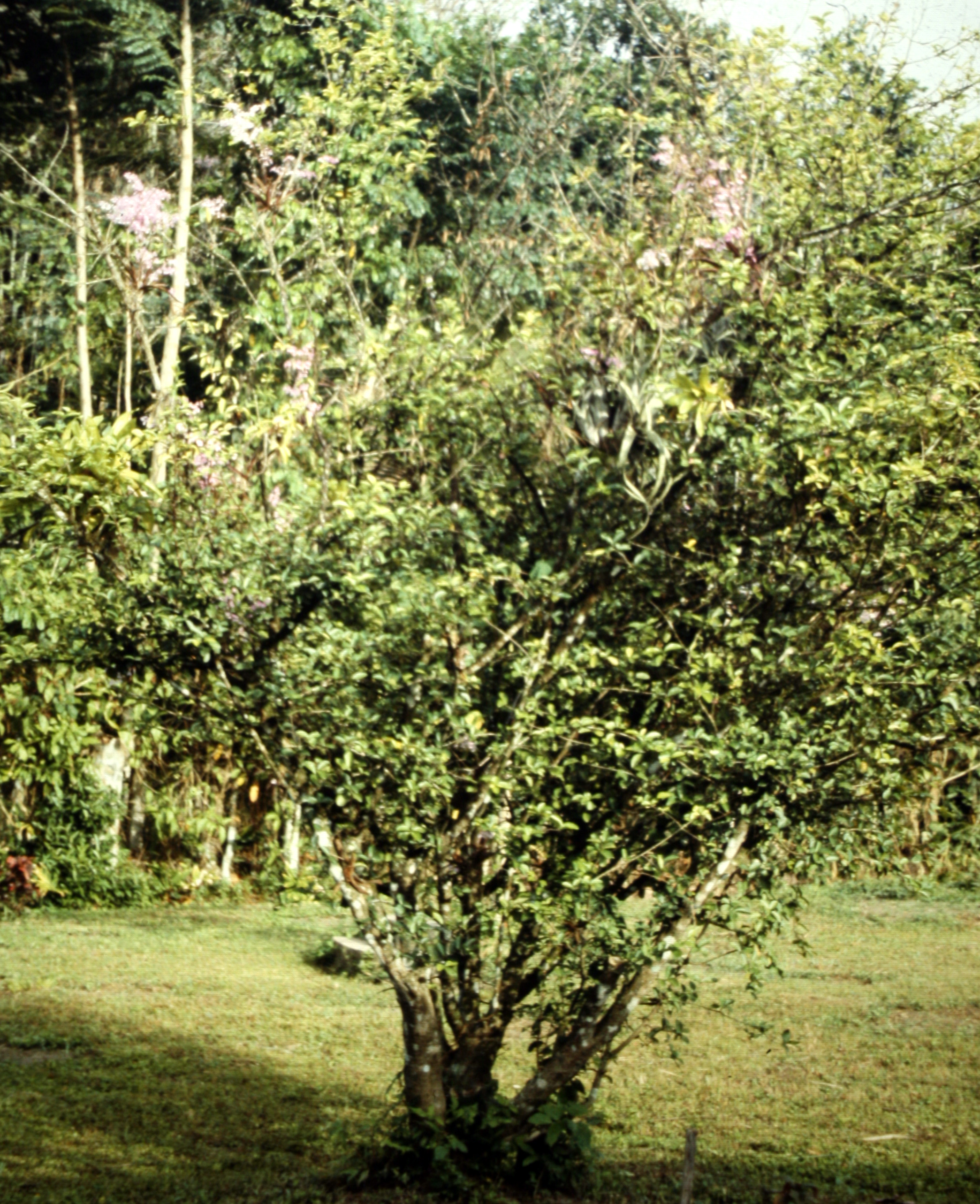
En su hábitat sobre un árbol de cítrico

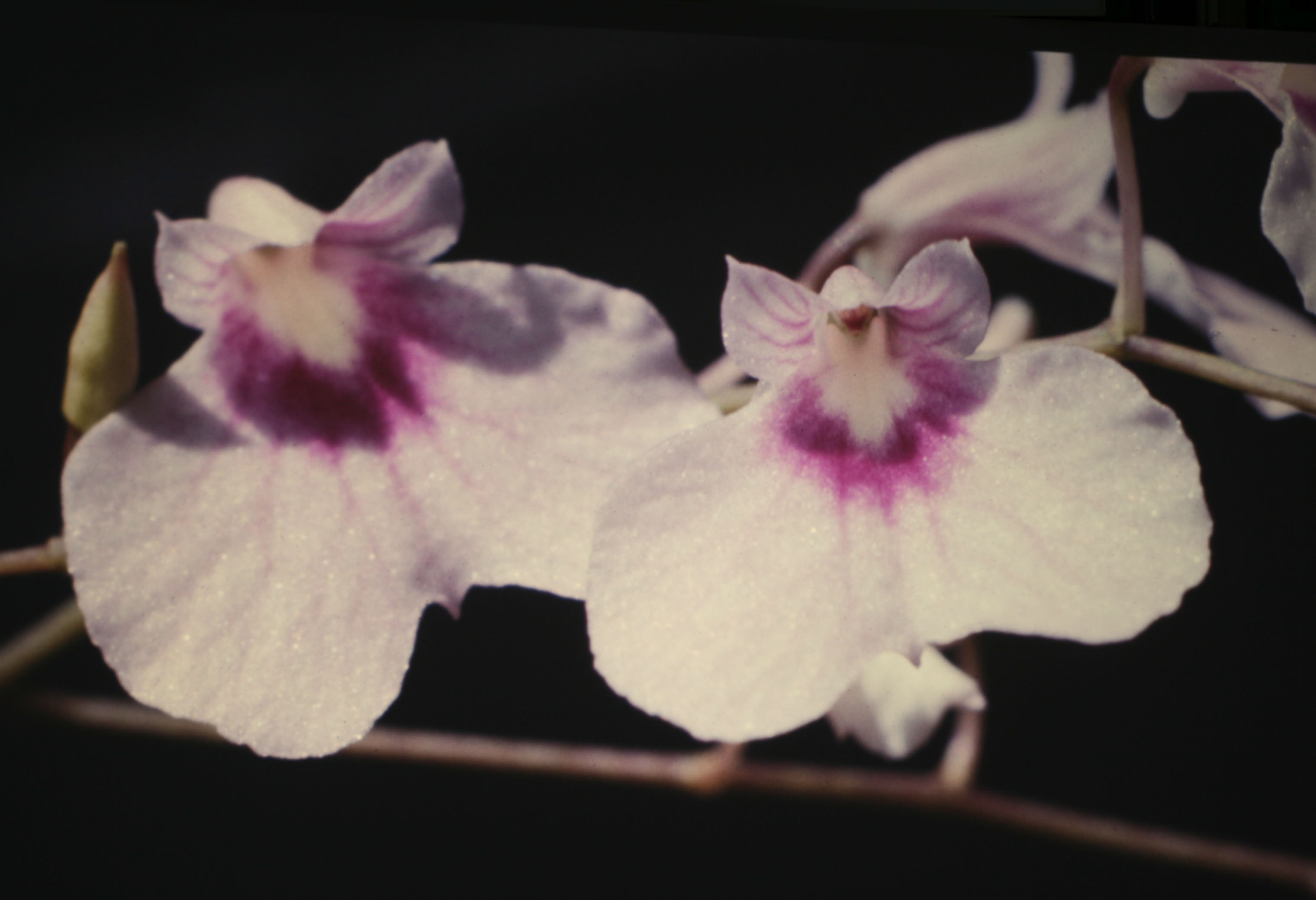
Detalle de la flor

## Descripción
Es una orquídea de pequeño a mediano tamaño con hábitos de epifita , con pseudobulbos comprimidos, que llevan una sola hoja, apical, lineal-oblongo elíptica, aguda y de 2 a 3 vainas lineales o lanceoladas, carinadas, tiesas que rodean y envuelven el rizoma y, una hoja basal, erguida. La floración se produce en una inflorescencia con ramificación en panícula, terminando en numerosas flores que se abren en serie durante meses. El color de las flores varía desde el blanco al rosa, lavanda a púrpura y son una buena imagen en plena floración.

## Distribución y hábitat
Se encuentra en México, Belice, Guatemala, Honduras, Nicaragua, Costa Rica, Panamá, Haití, Cuba, República Dominicana, Jamaica, Puerto Rico, Trinidad y Tobago, Barlovento, Guyana francesa, Surinam, Venezuela, Colombia, Ecuador, Galápagos, Perú, Bolivia, Paraguay y Brasil, incluso encontrándose raramente en la Florida en elevaciones que van desde el nivel del mar de 1.300 metros en los bosques húmedos y plantaciones de cítricos.

## Taxonomía
Ionopsis utricularioides fue descrita por (Sw.) Lindl. y publicado en Collectanea Botanica 8: , t. 39, f. A. 1826.
Etimología
Ionopsis: nombre genérico que se refiere a sus flores lilas a las que se asemejan.
utricularioides: epíteto latíno que significa "semejante a vejigas".
Sinonimia
- Epidendrum utricularioides Sw.
- Dendrobium utricularioides (Sw.) Sw.
- Cybelion utriculariae Spreng.
- Ionopsis pulchella Kunth in F.W.H.von Humboldt, A.J.A.Bonpland & C.S.Kunth
- Iantha pallidiflora Hook.
- Cybelion pallidiflorum (Hook.) Spreng.
- Cybelion pulchellum (Kunth) Spreng.
- Epidendrum crenatum Vell.
- Ionopsis pallidiflora (Hook.) Lindl.
- Ionopsis paniculata Lindl.
- Ionopsis tenera Lindl.
- Scaphyglottis pallidiflora (Hook.) Lindl. in R.Sweet
- Cybelion tenerum (Lindl.) Steud.
- Ionopsis gardneri Lindl.
- Ionopsis zonalis Lindl.
- Epidendrum sessei Hoehne[23][24]